# Mwansa Mbulakulima
Mwansa A. Mbulakulima (* 10. August 1962) ist ein Politiker in Sambia.
Mwansa Mbulakulima war seit mindestens Anfang 2004 bis zu seiner Wahl als Parlamentarier 2006 Pressesprecher der Football Association of Zambia, des Nationalen Fußballverbandes.
Bei den Wahlen in Sambia 2006 konnte Mwansa Mbulakulima für das Movement for Multiparty Democracy das Mandat des Wahlkreises Chembe südlich von Mansa in der Nationalversammlung gewinnen. Im Oktober 2006 wurde er zum Minister der Provinz Copperbelt ernannt.